# Tora Teje
Tora Teje, egentligen Tora Adelheid Sylwander, ogift Johansson, född 7 januari 1893 i Maria Magdalena församling på Södermalm i Stockholm, död 29 april 1970 i Oscars församling i Stockholm, var en svensk skådespelare.

## Biografi
Teje studerade vid Dramatens elevskola 1908–1911. Hon kom att spela många stora roller på Dramaten där hon förutom åren 1913–1922 var engagerad i hela sitt yrkesverksamma liv. Hon spelade roller som Jean Racines Fedra, Euripides Medea, Indras dotter i August Strindbergs Ett drömspel, farmor i Hjalmar Bergmans Farmor och vår herre, Nina Leeds i Eugene O'Neills Sällsamt mellanspel och Christine Mannon i Klaga månde Elektra. 
Inom filmen slog hon igenom i Erotikon av Mauritz Stiller, år 1920. 1939 agerade hon mot Victor Sjöström i Gubben kommer. Sjöström hade tidigare regisserat henne i Karin Ingmarsdotter och Klostret i Sendomir, båda från 1920.
Teje var från 1913 gift med hovfotografen Herrman Sylwander. Tillsammans fick de sonen Claes Sylwander som i sin memoarbok Oh Gud, vad vi haft roligt! berättar om sig själv och om sin mor.

## Filmografi i urval
- 1920 – Erotikon
- 1920 – Familjens traditioner
- 1920 – Karin Ingmarsdotter
- 1920 – Klostret i Sendomir
- 1922 – Häxan
- 1923 – Norrtullsligan
- 1924 – 33.333
- 1925 – Damen med kameliorna
- 1926 – Giftas
- 1939 – Gubben kommer

## Teater
| År   | Roll                                 | Produktion                                                            | Regi              | Teater                     |
| ---- | ------------------------------------ | --------------------------------------------------------------------- | ----------------- | -------------------------- |
| 1913 |                                      | Halvblod Algot Sandberg                                               |                   | Svenska teatern, Stockholm |
| 1914 | Svanevit                             | Svanevit August Strindberg                                            | Victor Castegren  | Svenska teatern, Stockholm |
| 1915 | Lisa                                 | Lycko-Pers resa August Strindberg                                     | Gunnar Klintberg  | Svenska teatern, Stockholm |
| 1916 | Käthie                               | Gamla Heidelberg (Alt-Heidelberg) Wilhelm Meyer-Förster               |                   | Svenska teatern, Stockholm |
| 1917 | Anne Blount                          | Kring drottningen Brita von Horn                                      | Gunnar Klintberg  | Svenska teatern, Stockholm |
| 1919 | Edit Forster                         | Rödakorssystern Gustaf Collijn                                        |                   | Svenska teatern, Stockholm |
| 1919 | Julia                                | Romeo och Julia (The Tragedy of Romeo and Juliet) William Shakespeare | Gunnar Klintberg  | Svenska teatern, Stockholm |
| 1923 | Modern Fru Merete Kamp Olga Olsen    | Föräldrar Otto Benzon                                                 | Olof Molander     | Dramaten                   |
| 1925 | Marguerite Gautier                   | Kameliadamen Alexandre Dumas d. y.                                    | Olof Molander     | Dramaten                   |
| 1925 | Margaret Sones                       | Storstädning Frederick Lonsdale                                       | Olof Molander     | Dramaten                   |
| 1925 | Johanna                              | Sankta Johanna George Bernard Shaw                                    | Gustaf Linden     | Dramaten                   |
| 1926 | Lady George Grayston                 | Societet W. Somerset Maugham                                          | Gustaf Linden     | Dramaten                   |
| 1927 | Markisinnan Eloïse de Kestournel     | Markisinnan Noel Coward                                               | Karl Hedberg      | Dramaten                   |
| 1929 | Geneviève                            | Siegfried Jean Giraudoux                                              | Olof Molander     | Dramaten                   |
| 1931 | Mrs Celia Leeter                     | Fru Celias moral Benn W. Levy                                         | Alf Sjöberg       | Dramaten                   |
| 1931 | Lydia Weilert                        | Jag har varit en tjuv! Sigfrid Siwertz                                | Olof Molander     | Dramaten                   |
| 1932 | Drottningen                          | Majestät Marika Stiernstedt                                           | Olof Molander     | Dramaten                   |
| 1932 | Fröken                               | Fröken Jacques Deval                                                  | Olof Molander     | Dramaten                   |
| 1935 | Thérèse                              | Trots allt Henry Bernstein                                            | Rune Carlsten     | Dramaten                   |
| 1936 | Epifania                             | Millionärskan George Bernard Shaw                                     | Alf Sjöberg       | Dramaten                   |
| 1937 | Dorothy                              | En sån dag! Dodie Smith                                               | Rune Carlsten     | Dramaten                   |
| 1938 | Elisabeth Gullack                    | Spel på havet Sigfrid Siwertz                                         | Alf Sjöberg       | Dramaten                   |
| 1942 | Rita Allmers                         | Lille Eyolf Henrik Ibsen                                              | Martha Lundholm   | Vasateatern                |
| 1943 | Helena Gardone                       | Den stora skuggan Carlo Keil-Möller                                   | Carlo Keil-Möller | Dramaten                   |
| 1948 | Agatha, Amys yngre syster            | Släktmötet T S Eliot                                                  | Alf Sjöberg       | Dramaten                   |
| 1949 | Linda                                | En handelsresandes död Arthur Miller                                  | Alf Sjöberg       | Dramaten                   |
| 1950 | Aurélie, tokiga grevinnan i Chaillot | Tokiga grevinnan Jean Giraudoux                                       | Olof Molander     | Dramaten                   |
| 1951 | Drottningen                          | Diamanten Friedrich Hebbel                                            | Rune Carlsten     | Dramaten                   |
| 1958 | Farmor                               | Farmor och vår Herre Hjalmar Bergman                                  | Claes Sylwander   | Riksteatern                |

## Radioteater
| År   | Roll         | Produktion                        | Regi          |
| ---- | ------------ | --------------------------------- | ------------- |
| 1954 | Cuthmans mor | Pojken med kärran Christopher Fry | Palle Brunius |

## Utmärkelser
- 1947 – Teaterförbundets guldmedalj för "utomordentlig konstnärlig gärning"
- 1957 års O'Neill-stipendium

## Bildgalleri

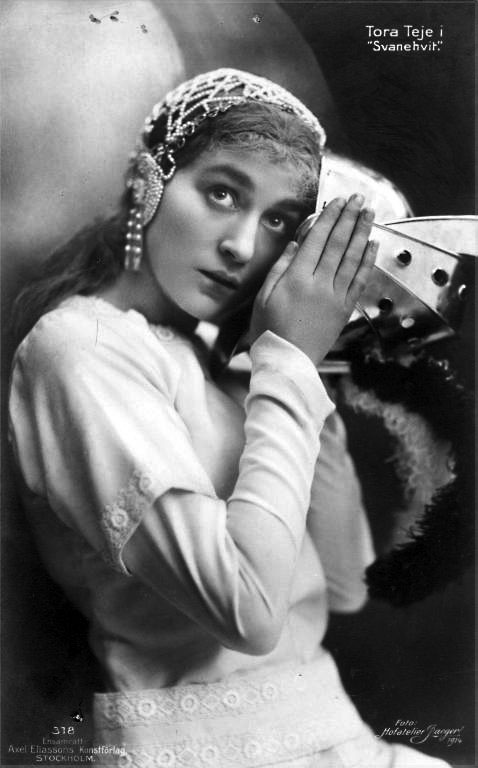
I Svanevit 1917.
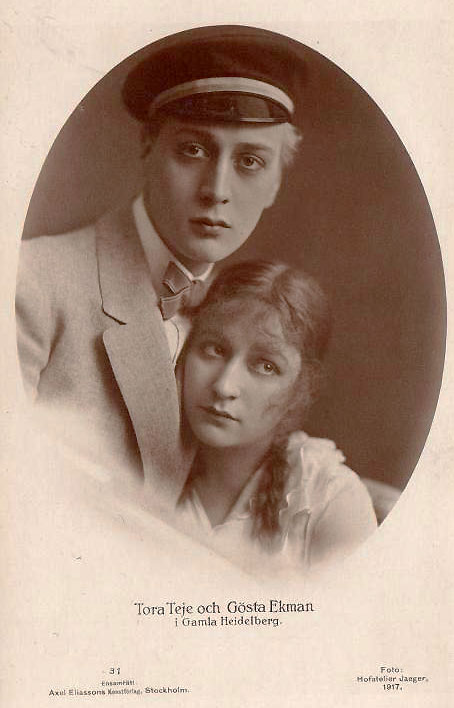
Tillsammans med Gösta Ekman i Gamla Heidelberg 1917.
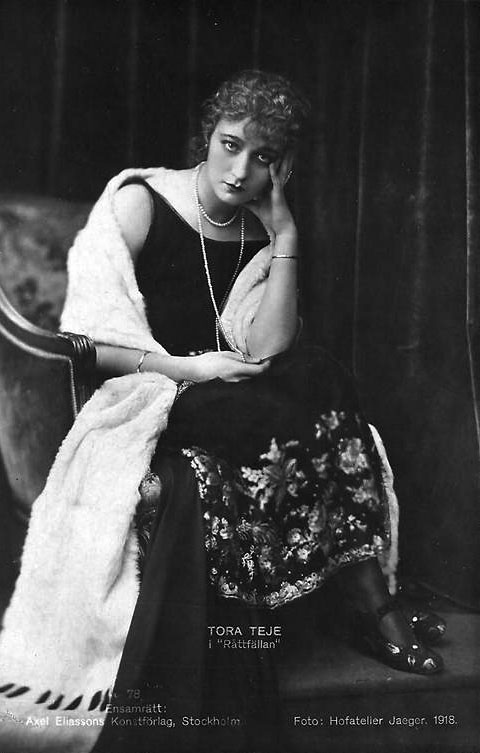
I Råttfällan.
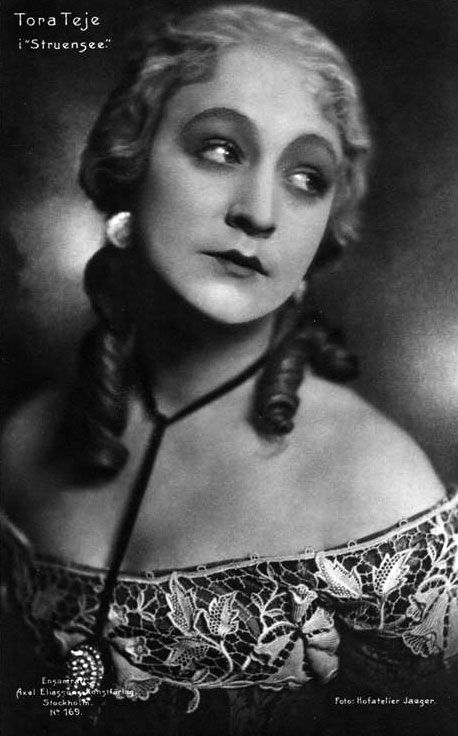
I Struensee.
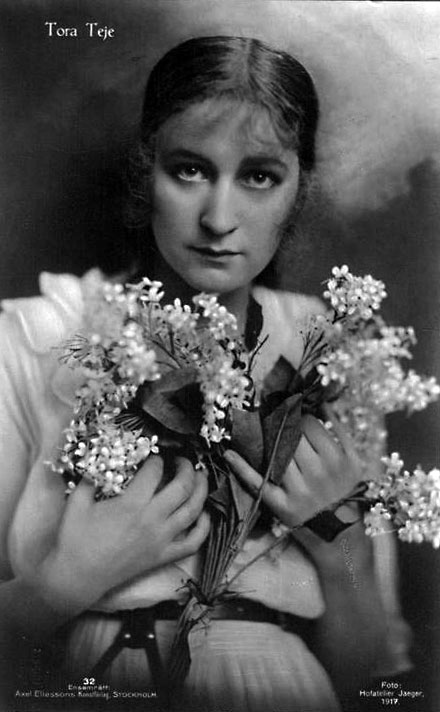
Tora Teje
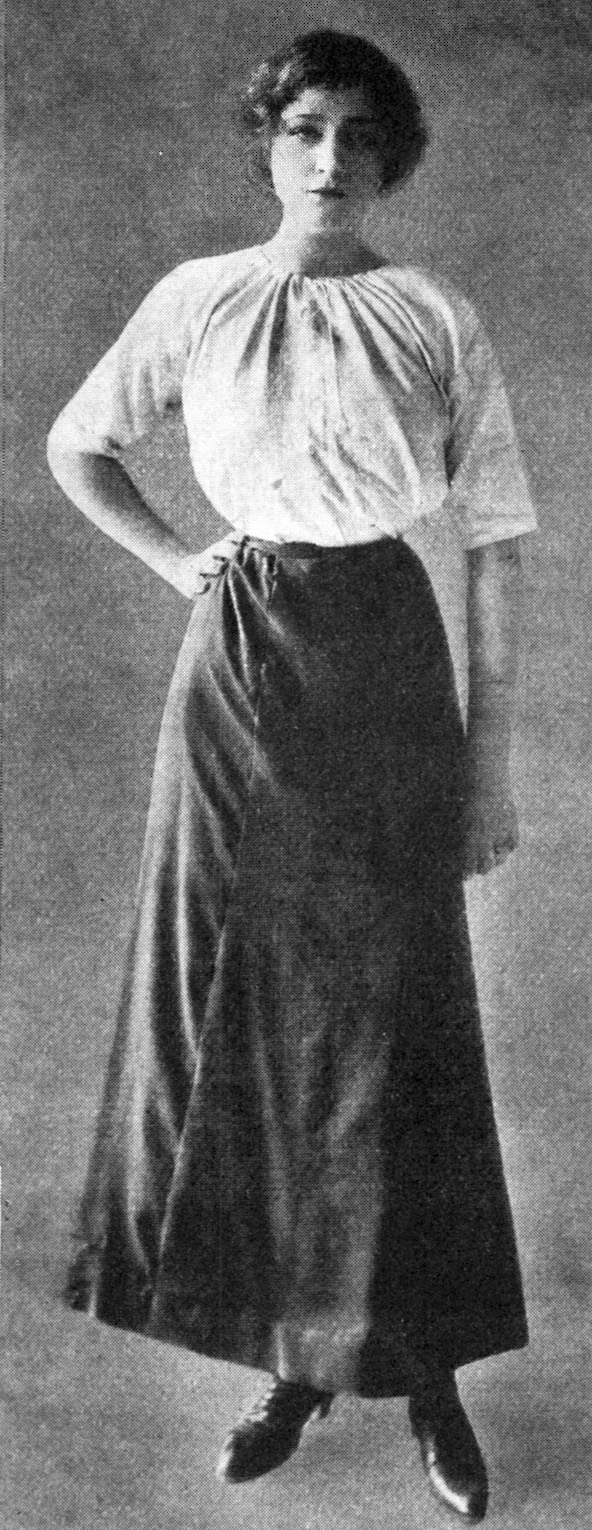
Tora Teje som proletärflicka i Kamp av John Galsworthy (1912).
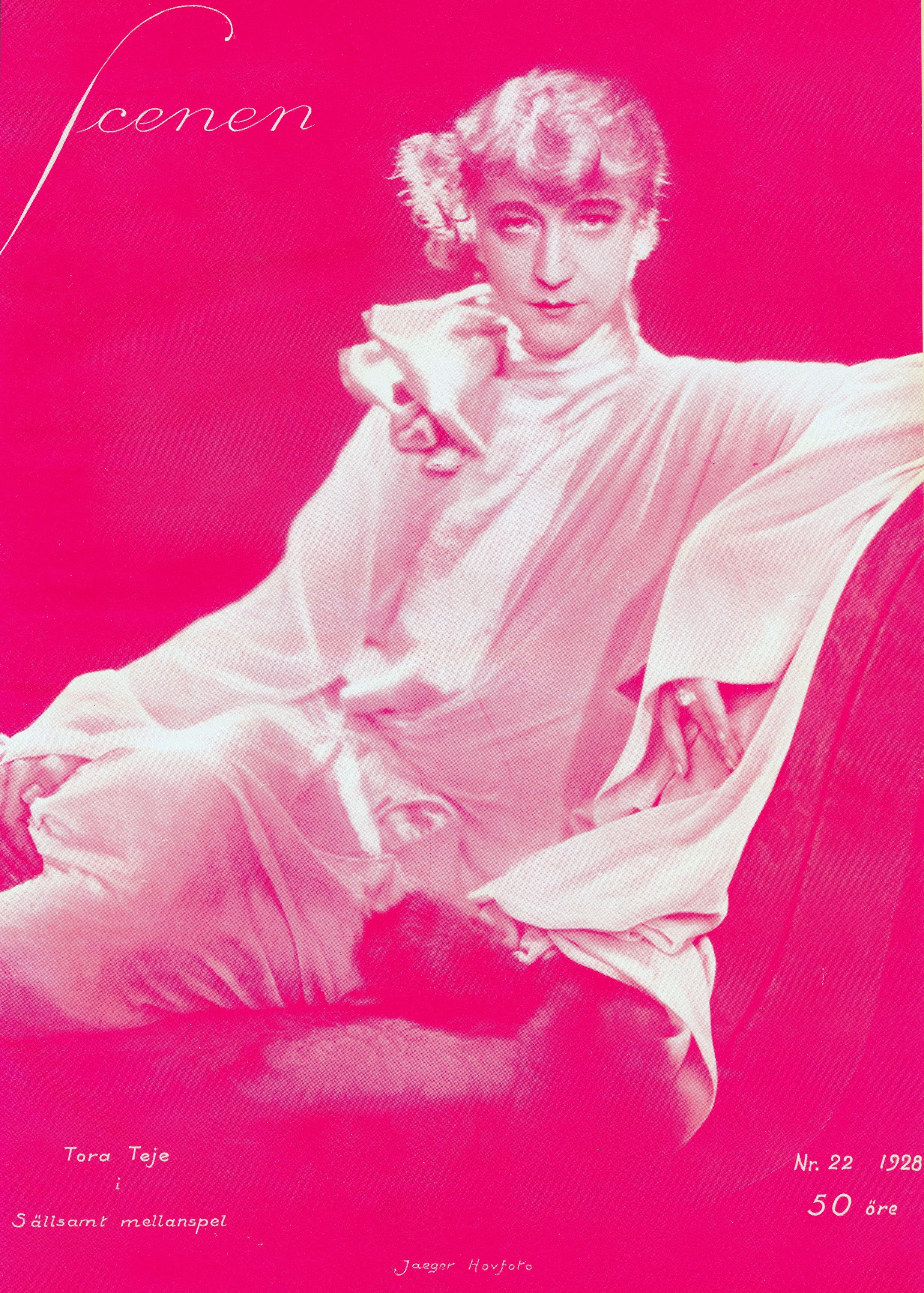
I Sällsamt mellanspel. (Omslaget till Scenen 1928).